# Milan Đukić (Politiker)
Milan Đukić (* 10. April 1947 in Donji Lapac; † 8. Oktober 2007 ebenda) war ein kroatischer Politiker und seit 1991 der Vorsitzende der Serbischen Volkspartei.

## Leben
Nach dem Studium der Ökonomie war Đukić in der Finanzverwaltung seiner Heimatgemeinde sowie im Tourismus-Management für den Nationalpark Plitvicer Seen tätig.
Ab 1992 war er Abgeordneter im kroatischen Parlament, bis seiner Partei 2003 der Einzug ins Parlament nicht mehr gelang. Đukić galt zunächst als der Tuđman-Regierung nahestehend, ging aber seit Mitte der 1990er Jahre zunehmend auf Distanz zu Tuđman. Von 1992 bis 1996 war Đukić Parlamentssprecher.
Đukić war verheiratet und hatte zwei Kinder. Er starb im Alter von 60 Jahren im Oktober 2007.

## Werke
- Ugašena ognjišta širom svijetle, 2008 (ISBN 9789535537601)